# Kościół Świętych Marcina i Mikołaja w Kuflewie
Kościół Świętych Marcina i Mikołaja – kościół rzymskokatolicki w Kuflewie, w dekanacie siennickim w diecezji warszawsko-praskiej.

## Historia
1 sierpnia 1514 roku kapituła poznańska wydelegowała swoich dwóch przedstawicieli do zbadania zamierzonej przez siebie fundacji nowego kościoła parafialnego w okolicach Latowicza. Nowy kościół miał być zbudowany we wsi Oborskiego Cziryncze, ale miejscowość o podobnej nazwie nie jest znana. Możliwe, że chodziło tu o wieś Siernie, jednak zamiast tej wsi wybrano sąsiedni Stok (późniejszy Kuflew). Właścicielami Stoku oraz pobliskich majątków (Ruska Wola, Liwiec, Sokół, Guzew, Siernie Wielkie i Małe oraz Huta) byli bracia Marcin, Jan, Wiktoryn i Werner Oborscy (hr. Pierzchała), synowie zmarłego Michała (Oborscy herbu Roch). Bracia Oborscy poprosili 6 stycznia 1515 w Kozłowie biskupa Jana Lubrańskiego o wyłączenie powyższych wsi z parafii Latowicz i założenie nowego kościoła w Stoku.
Dnia 19 stycznia 1515 w Kozłowie biskup wystawił przywilej erekcji kościoła parafialnego w Stoku ku czci Matki Boskiej i św. Anny, a pod wezwaniem Świętych Marcina i Mikołaja. Poddał mu wspomniane wsie, zatwierdził uposażenie plebanii i dodał dziesięciny snopowe ze świeżo osadzonych na terenach wykarczowanych wsi Waliska, Ruska Wola, Łukowiec i Sokołów.
Według wizytacji z 1603 r. kościół wybudowany w 1515 spalił się po pewnym czasie. Został on odbudowany na nowo, w innym miejscu, w 1542 przez Wernera Oborskiego, a poświęcił go biskup poznański Sebastian Branicki. Jak wynika z dokumentów, już w 1528 nazwa parafii brzmiała Kuflew. Proboszczem w tych latach był Maciej Beda, zmarły w 1531, a w wykazie 9 miejscowości kuflewskich nie ma wsi Stok, z czego wynika, że włączono ją do gruntów założonego w 1521 na prawie magdeburskim miasteczka Kuflew. Jak wynika z dokumentów, w 1603 kościół parafialny posiadał cztery ołtarze i dwie kaplice, a jego uposażeniem były, oprócz folwarku w Kuflewie, dziesięciny z Kuflewa, Woli Sufczyńskiej, Sokolnik, Rudki i Pobiela. Kościół ten ok. 1620 był tak zniszczony i spustoszony, że nie można było go naprawić, dlatego wdowa po Janie Oborskim, właścicielka miejsca, postawiła obok niego nowy kościół z sosnowych belek. Była to już trzecia świątynia. 15 grudnia 1629 ówczesny biskup poznański Maciej Łubieński poświęcił go pod wezwaniem Świętych Stanisława, Marcina i Marii Magdaleny.
W roku 1759 wybudowano z fundacji właściciela Kuflewa – Rafała Ludwika Skarbka – oraz proboszcza kuflewskiego – Franciszka Kosowskiego – nowy, czwarty już z kolei, kościół (istniejący do nocy z 7/8 marca 1991, kiedy to spłonął z nieustalonych przyczyn). Kościół ten został na początku XIX wieku gruntownie wyremontowany dzięki staraniom właścicieli Kuflewa – Dąbrowskich – a w 1890 rozbudowany. Kościół z 1759 był drewniany, o konstrukcji zrębowej, zewnątrz oszalowany. W nawie strop był wsparty na profilowanych tragarzach, czyli poziomych belkach. Tragarze dźwigane były przez trzy pary słupów o profilowanych głowicach. Prezbiterium było węższe i zamknięte prosto. Przy nim znajdowała się prostokątna przybudówka, mieszcząca kaplicę, otwartą do wnętrza półkoliście, zamkniętą arkadą (łukiem wspierającym się na dwóch kolumnach czy filarach). Dach kościoła był dwuspadowy (w 1960 został pokryty blachą). Ponad nawą, od wschodu, znajdowała się ośmioboczna blaszana wieżyczka z kopulastym hełmem, czyli zwieńczeniem w formie stożka. Rokokowy, a więc bardzo dekoracyjny i lekki, ołtarz główny pochodził z drugiej połowy XVIII wieku. Składał się ze złoconych figurek świętych Piotra i Pawła, św. Magdaleny, Matki Bożej, aniołków, różnych ozdób oraz ruchomego obrazu św. Józefa. Ważnymi zabytkami z końca XVIII wieku był również wspaniały żyrandol i chrzcielnica z miedzianą misą chrzcielną.
Obecna murowana świątynia została wybudowana w latach 1991–1994 dzięki staraniom księdza Janusza Kuśmierczyka i przy wielkim zaangażowaniu parafian. Budowla została konsekrowana przez biskupa Kazimierza Romaniuka w dniu 29 maja 1994 roku.